# Mukhtar Robow

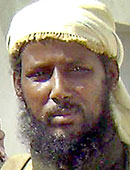
Mukhtar Robow, vor 2016

Mukhtar Robow Ali (auch Abu Mansour genannt) (* in den 1960er Jahren im Bardale-Distrikt, Bay-Region, Süd-Somalia) ist ein somalischer Scheich. Er gilt als Vertreter des radikalen Islamismus in Somalia. Er war ranghohes Mitglied der Union islamischer Gerichte und ist heute Führer der al-Shabaab-Miliz. 2022 wurde Robow zum Religionsminister in der somalischen Regierung ernannt.

## Leben
Mukhtar Robow ist Mitglied des Leysan-Subclans der Rahanweyn. Er studierte an der lokalen Koranschule und später an der Moschee in Mogadischu. In den 1990ern studierte er auch islamisches Recht an der Universität Khartum in Sudan. Zurück in Mogadischu, arbeitete er für die Al-Haramein Saudi Foundation, die später von den USA beschuldigt wurde, mit islamistischen Terroristen verbunden zu sein. Mukhtar Robow soll auch in Afghanistan auf Seiten der Taliban gekämpft haben.
In Somalia wurde er ranghohes Mitglied der Union islamischer Gerichte, die 2006 die Kontrolle über große Landesteile übernahm. Als Vertreter des extremistischen Flügels innerhalb der Union rief er im Herbst 2006 in Mogadischu zum Heiligen Krieg gegen Äthiopien auf. Vor dem äthiopischen Einmarsch machte er aber lieber eine Pilgerfahrt nach Mekka. 2008 wurde er Führer der islamistischen Jugendmiliz al-Shabaab, nachdem sein Vorgänger Aden Hashi Ayro bei einem US-amerikanischen Luftangriff getötet worden war. Im Juli 2022 wurde Robow zum Religionsminister in der somalischen Regierung ernannt.